# Wschodnioniemiecka Formuła Junior Sezon 1963
Sezon 1963 był czwartym sezonem Wschodnioniemieckiej Formuły Junior. Był to również ostatni rok obowiązywania w NRD przepisów Formuły Junior – w 1964 roku wrócono do regulacji Formuły 3.

## Kalendarz wyścigów
| Runda | Data        | Tor         | Pole position      | Najszybsze okrążenie | Zwycięzca (kierowcy) | Zwycięzca (zespoły)    |
| ----- | ----------- | ----------- | ------------------ | -------------------- | -------------------- | ---------------------- |
| 1     | 21 kwietnia | Halle-Saale | Leo Mattila        | Leo Mattila          | Éric Offenstadt      | Éric Offenstadt        |
| 2     | 19 maja     | Bernau      | Jean-Claude Franck | Jean-Claude Franck   | Jean-Claude Franck   | Belgian Racing Team    |
| 3     | 7 lipca     | Bautzen     | Hans-Theo Tegeler  | Willy Lehmann        | Willy Lehmann        | MC Halle               |
| 4     | 14 lipca    | Schleiz     | Jean-Claude Franck | Jean-Claude Franck   | Éric Offenstadt      | Éric Offenstadt        |
| 5     | 17          | Sachsenring | Willy Lehmann      | Willy Lehmann        | Frieder Rädlein      | MC Post Dresden        |
| 6     | 22 września | Drezno      | John Peterson      | John Peterson        | John Peterson        | North Star Racing Team |

## Klasyfikacja kierowców

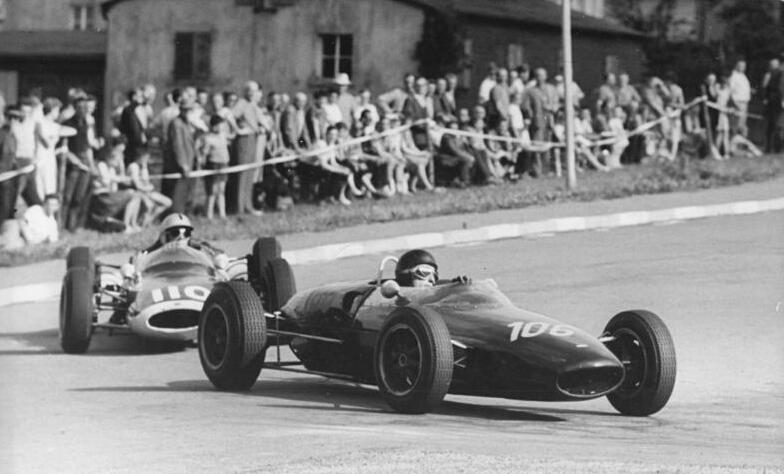
Schleizer Dreieckrennen – Éric Offenstadt przed Jeanem-Claude'em Franckiem

| Legenda oznaczeń w tabelach wyników Wyświetl szablon na nowej stronie | Legenda oznaczeń w tabelach wyników Wyświetl szablon na nowej stronie                                                                     |
| Oznaczenie                                                            | Wyjaśnienie |
| --------------------------------------------------------------------- | --- |
| Złoty                                                                 | Zwycięzca lub mistrzostwo |
| Srebrny                                                               | 2. miejsce lub wicemistrzostwo |
| Brązowy                                                               | 3. miejsce lub II wicemistrzostwo |
| Zielony                                                               | Ukończył, punktował (w klasyfikacji generalnej, gdy zdobył co najmniej jeden punkt na przestrzeni sezonu, poza trzema powyższymi opcjami) |
| Niebieski                                                             | Ukończył, nie punktował (w klasyfikacji generalnej, gdy nie zdobył co najmniej jednego punktu na przestrzeni sezonu)                      |
| Czerwony                                                              | Nie zakwalifikował się (NZ) |
| Czerwony                                                              | Nie prekwalifikował się (NPK) |
| Różowy                                                                | Nie ukończył (NU) |
| Różowy                                                                | Niesklasyfikowany (NS) (w klasyfikacji generalnej, gdy nie został sklasyfikowany w żadnym wyścigu sezonu)                                 |
| Czarny                                                                | Zdyskwalifikowany (DK) |
| Czarny                                                                | Wykluczony (WYK/EX) |
| Biały                                                                 | Nie wystartował (NW) |
| Biały                                                                 | Kontuzjowany (K/INJ) |
| Biały                                                                 | Wyścig odwołany (OD/C) |
| Bez koloru                                                            | Został wycofany (WYC/WD) |
| Bez koloru                                                            | Nie przybył (NP/DNA) |
| Bez koloru                                                            | Nie brał udziału w treningach (NT/DNP) |
| Bez koloru                                                            | Nie został zgłoszony (–) |
| Pogrubienie                                                           | Start z pole position |
| Kursywa                                                               | Najszybsze okrążenie wyścigu |
| †                                                                     | Nie ukończył, ale jego rezultat został zaliczony ze względu na przejechanie więcej niż 90% dystansu wyścigu.                              |
| *                                                                     | Sezon w trakcie |
| 1/2/3                                                                 | Punktowana pozycja w sprincie kwalifikacyjnym                                                                                             |
| Lista systemów punktacji Formuły 1                                    | |

| Poz.                                          | Kierowca              | Zespół                      | HSS | BER | BAU | SLZ | SCH | DRE | Punkty |
| --------------------------------------------- | --------------------- | --------------------------- | --- | --- | --- | --- | --- | --- | ------ |
| 1                                             | Hans-Theo Tegeler     | MC Plauen                   | 2   | 5   | 5   | 6   | 3   | 5   | 16     |
| 2                                             | Frieder Rädlein       | MC Post Dresden             | 5   | NU  | 2   | 8   | 1   | 8   | 13     |
| 3                                             | Willy Lehmann         | MC Halle                    | NU  | NU  | 1   | 4   | NU  | NU  | 12     |
| 4                                             | Max Byczkowski        | MC Kraftverkehr Grimma      | NU  | NU  | 3   | 5   | 2   | 10  | 8      |
| 5                                             | Peter Findeisen       | MC Post Dresden             | 4   | NU  | NU  | 10  | 6   | 9   | 7      |
| 6                                             | Siegfried Seifert     | MC Dresden                  | -   | 3   | ?   | 12  | 7   | 12  | 7      |
| 7                                             | Heinz Melkus          | MC Post Dresden             | NU  | NU  | 4   | 11  | NU  | 3   | 6      |
| 8                                             | Siegmar Bunk          | MC Post Dresden             | -   | 6   | ?   | NU  | NU  | 6   | 3      |
| NS                                            | Christian Pfeiffer    | MC Dresden                  | -   | NU  | ?   | NU  | 9   | -   | 0      |
| Kierowcy niedopuszczeni do zdobywania punktów |                       |                             |     |     |     |     |     |     |        |
| NS                                            | Éric Offenstadt       | Éric Offenstadt             | 1   | -   | -   | 1   | -   | -   | 0      |
| NS                                            | Jean-Claude Franck    | Belgian Racing Team         | -   | 1   | -   | 2   | -   | -   | 0      |
| NS                                            | John Peterson         | North Star Racing Team      | -   | -   | -   | -   | -   | 1   | 0      |
| NS                                            | Leo Mattila           | Leo Mattila                 | NU  | -   | -   | 3   | -   | 2   | 0      |
| NS                                            | André Liekens         | Belgian Racing Team         | -   | 2   | -   | NZ  | -   | -   | 0      |
| NS                                            | Aatos Wassman         | Aatos Wassman               | 3   | -   | -   | 7   | -   | -   | 0      |
| NS                                            | André Briscot         | André Briscot               | -   | 4   | -   | -   | -   | -   | 0      |
| NS                                            | Grzegorz Timoszek     | Automobilklub Warszawski    | -   | -   | -   | -   | 4   | -   | 0      |
| NS                                            | Jonathan Williams     | Jonathan Williams           | -   | -   | -   | -   | -   | 4   | 0      |
| NS                                            | ?                     | ?                           | -   | -   | -   | -   | 5   | -   | 0      |
| NS                                            | Eddie Fletcher        | Eddie Fletcher              | -   | -   | -   | -   | -   | 7   | 0      |
| NS                                            | Władysław Szulczewski | Automobilklub Częstochowski | -   | -   | -   | -   | 8   | -   | 0      |
| NS                                            | Kai Godenhjelm        | Kai Godenhjelm              | -   | -   | -   | 9   | -   | -   | 0      |
| NS                                            | Tibor Széles          | Magyar Autóklub             | -   | -   | -   | -   | 10  | -   | 0      |
| NS                                            | István Sulyok         | VII. Autójavitó             | -   | -   | -   | -   | 11  | -   | 0      |
| NS                                            | Willy Vroomen         | Willy Vroomen               | -   | -   | -   | -   | -   | 11  | 0      |
| NS                                            | David Riley           | David Riley                 | -   | -   | -   | NZ  | -   | -   | 0      |
| NS                                            | Paul Deetens          | Belgian Racing Team         | -   | -   | -   | NU  | -   | -   | 0      |
| NS                                            | Seppo Rikkilä         | Seppo Rikkilä               | -   | -   | -   | NZ  | -   | -   | 0      |
| NS                                            | John Taylor           | Anglo Scottish Racing       | -   | -   | -   | NZ  | -   | -   | 0      |
| NS                                            | Alan Rollinson        | Anglo Scottish Racing       | -   | -   | -   | NZ  | -   | -   | 0      |
| NS                                            | Ferenc Kiss           | Autótaxi                    | -   | -   | -   | -   | NU  | -   | 0      |